# Багдаді (Лаґодехі)
Багдаді (груз. ბაღდადი) — село в Грузії.
За даними перепису населення 2014 року в селі проживає 316 осіб.